# Sakura Miyawaki
Sakura Miyawaki (em japonês: 宮脇咲良; romaniz.: Miyawaki Sakura; em coreano: hangul: 미야와키사쿠라; romaniz.: romanização revisada: Miyawaki Sakula; McCune-Reischauer: Miyawak'i Sak'ura; nascida em Kagoshima, Kagoshima, Japão, em 19 de março de 1998) é uma cantora, compositora e atriz japonesa. Ela foi integrante do girl group ídolo japonês HKT48 e tornou-se parte do girl group nipo-sul-coreano Iz*One após participar do programa de televisão Produce 48. Nas Eleições Gerais da AKB48, foi eleita como nº 47 (2012), nº 26 (2013), nº 11 (2014), nº 7 (2015), nº 6 (2016), nº 4 (2017) e nº 3 (2018). Como uma das super estrelas do grupo, ela se tornou o centro (cantora e dançarina) do 43º single "Kimi wa Melody" do AKB48, que é o single comemorativo do 10º aniversário do AKB48 em janeiro de 2016. Em 2017, juntamente com Jurina Matsui do SKE48, foram escolhidas para serem o WCenter (centros duplos) do 48º single comemorativo do grupo AKB48, "Negaigoto no Mochigusare".
Em 2018, Miyawaki se juntou ao programa de sobrevivência Produce 48 e foi selecionada como a centro da música-show "Nekkoya". Ela ficou em 2º no ranking do programa e estreou em 29 de outubro de 2018 como membro do Iz*One. Em maio de 2022, estreou no grupo feminino LE SSERAFIM, formado pela Source Music e pela Hybe Corporation.

## Carreira
Miyawaki juntou-se à HKT48 como trainee da primeira geração em julho de 2011. Ela fez sua primeira aparição oficial como membro do HKT48 junto com os outros trainees da primeira geração em 23 de outubro em um evento de handshake nacional "Flying Get". Sua estréia no teatro foi em 26 de novembro, com um revival do Time S "Te wo Tsunaginagara".
Miyawaki é oficialmente promovida a um membro pleno do Time H em 4 de março de 2012, junto com outras 15 garotas.
Em 2012, Miyawaki tornou-se o primeiro membro do HKT48 que se originou do mesmo, a ter sido classificada em uma eleição geral do AKB48. Ela recebeu 6.635 votos, colocando-a na 47ª posição. Mais tarde naquele ano, ela conseguiu sua primeira participação no lado A do 28º single do AKB48, "Uza". Embora ela não tenha feito o A-side para os 29º e 30º singles, ela aparece no lado A do 31º single, "Sayonara Crawl", lançado em 22 de maio de 2013, e ficou em 26º lugar nas eleições gerais de 2013 com 25.760 votos.
A primeira participação de A-side de Miyawaki com o HKT48 foi em seu primeiro single "Suki! Suki! Skip!" (Gostar! Gostar! Pular!) e Melon Juice.
No dia 11 de janeiro de 2014, foi anunciado durante o primeiro dia da turnê Kyushu 7 Prefeitura Tour de HKT48 em Oita, que Miyawaki seria transferida para o recém-formado Time KIV. Mais tarde, no Festival de Grande Reforma do Grupo AKB48, ela foi promovida a vice-capitã do Time KIV e recebeu uma posição concorrente no Time A do AKB48.

## Filmografia

### Televisão
| Ano                | Título                                       | Função                          | Notas                     | Ref.          |
| ------------------ | -------------------------------------------- | ------------------------------- | ------------------------- | ------------- |
| 2012               | Ano Hito no Ano Hi                           | Nazuna Imagawa                  | Telefilme                 | [ 17 ]        |
| 2013               | Himitsu                                      | Mari                            | Telefilme                 | [ 18 ]        |
| 2015               | Majisuka Gakuen 4                            | Sakura Miyawaki                 | Papel principal           |               |
| 2015               | Majisuka Gakuen 5                            | Sakura Miyawaki                 | Papel principal           |               |
| 2015               | AKB Horror Night: Adrenaline's Night         | Juri                            | Ep.5: "Doppelgänger"      |               |
| 2015               | Majisuka Gakuen 0                            | Sakura Miyawaki                 | Telefilme,                |               |
| 2016               | Crow's Blood                                 | Maki Togawa                     | Papel principal           | [ 19 ]        |
| 2016               | AKB Love Night: Love Factory                 | Nao                             | Ep.29: "Guruguru Curtain" |               |
| 2016               | Doctor-Y: Surgeon Hideki Kaji                | Haruka Mifune                   | Webdrama                  | [ 20 ]        |
| 2016               | The Hero Yoshihiko and the Seven Chosen Ones | Membro do grupo ídolo da escola | Episódio 9                | [ 21 ]        |
| 2016               | Cabasuka Gakuen                              | Si mesma                        | Papel principal           |               |
| 2017               | Cabasuka Gakuen                              | Si mesma                        | Papel principal           |               |
| Tofu Pro-Wrestling | Cherry Miyawaki                              |                                 | Papel principal           |               |
| 2018               | Shanghai Love Map                            | Si mesma                        |                           | [ 22 ] [ 23 ] |
| 2018               | Produce 48                                   | Participante                    | Vencedora                 |               |
| 2018               | Everyone's Kitchen                           | Participante                    | Piloto                    | [ 24 ]        |
| 2019               | Everyone's Kitchen                           | Participante                    | Regular                   |               |

## Programas de rádio
- Tonight, Under the Sakura Tree (今夜、咲良の木の下で) 6 de abril de 2017-presente, Bay FM [b]

## Ligações Externas
- HKT48 Perfil Oficial (em japonês)
- Sakura Miyawaki. no IMDb.
- Sakura Miyawaki no Instagram
- Sakura Miyawaki no X

1. 1 2  Apenas como membro do Iz One (2018–2021) e Le Sserafim (desde 2023).